# Andra Akers
Pour les articles homonymes, voir Akers.
Andra Akers, née le 16 septembre 1943 à New York (États-Unis) et morte le 20 mars 2002 à Los Angeles (États-Unis), est une actrice américaine.

## Filmographie

### Cinéma
- 1968 : Meurtre à la mode : Tracy
- 1985 : Copacabana : Pamela Devereaux
- 1985 : Desert Hearts : Silver

### Télévision
- 1976 : Drôles de dames, première saison, épisode 12 (Rollerball) : Jessica Farmer
- 1978 : Dallas, troisième saison, épisode 14 : Sally Bullock
- 1979 : Pour l'amour du risque, première saison, épisode 5 (Une voiture faramineuse) : Louisa Clement
- 1981 : Shérif, fais-moi peur (The Dukes of Hazzard) (série TV) (saison 4, épisode 22 "Y a-t-il un pilote dans la voiture") : Molly Hargrove
- 1981 : Flamingo Road, seconde saison, épisode 4 (Le complot) : Vanessa Curtis
- 1982 : Pour l'amour du risque, troisième saison, épisode 14 (Vacances au paradis) : Dana Blake